# Winnsboro (Luisiana)
Winnsboro es una ciudad situada en la parroquia de Franklin, Luisiana, Estados Unidos. Tiene una población estimada, a mediados de 2022, de 4689 habitantes.
Es la sede de la parroquia.

## Geografía
La localidad está ubicada en las coordenadas 32°09′53″N 91°43′14″O / 32.16472, -91.72056 (32.16469, -91.720647). Según la Oficina del Censo, tiene una superficie total de 10.51 km², de los cuales 10.35 km² corresponden a tierra firme y 0.16 km² están cubiertos de agua.

## Demografía

### Censo de 2020
Según el censo de 2020, en ese momento había 4862 personas residiendo en la localidad. La densidad de población era de 469.76 hab./km².
| Raza                   | Núm. | Porc.  |
| ---------------------- | ---- | ------ |
| Afroamericanos         | 3564 | 73.3%  |
| Blancos                | 1091 | 22.4%  |
| Amerindios             | 4    | 0.1%   |
| Asiáticos              | 23   | 0.5%   |
| De otras razas         | 26   | 0.5%   |
| De una mezcla de razas | 154  | 3.2%   |
| Total                  | 4862 | 100.0% |

Del total de la población, el 1.6% eran hispanos o latinos de cualquier raza.